# Lago Moro (Valle Brembana)
Il lago Moro è un laghetto alpino situato in alta Valle Brembana nel comune di Foppolo in provincia di Bergamo.
Lo si raggiunge da Foppolo Alta partendo dagli impianti di risalita e si prosegue verso il Montebello, ai piedi del quale è situata una baita adiacente all'arrivo della seggiovia principale degli impianti sciistici di Foppolo. La seggiovia, oltre che servire gli impianti sciistici, è funzionante anche nel mese di agosto.
Giunti alla baita si prosegue lungo il sentiero che va a nord-est, in direzione Lago Moro–Corno Stella.
In alternativa lo si può raggiungere dalla Valtellina salendo per la Valcervia fino all'omonimo Passo di Valcervia, situato a nord del lago.
A est del lago sale il sentiero che conduce al Corno Stella, mentre a nord-ovest un altro sentiero conduce verso il Passo di Valcervia, il Lago Alto delle Foppe e il Monte Toro.
Il lago è solitamente frequentato da gitanti e pescatori in estate, mentre d'inverno l'acqua in esso contenuta è utilizzata per alimentare gli impianti di innevamento artificiale durante i periodi poco nevosi. Il lago Moro è anche meta di gruppi di subacquei che vi si recano per svolgere immersioni in altura.
L'area circostante ospita inoltre altri laghetti naturali, quali il Lago delle Trote e il Lago Alto delle Foppe.